# Suvainiškis
Suvainiškis är en småstad i Panevėžys län i norra Litauen. Enligt folkräkningen från 2011 har staden ett invånarantal på 175 personer.